# Plaza Chile (Mendoza)
La Plaza Chile es un espacio urbano, ubicado en la Ciudad de Mendoza, Argentina. El nombre de la misma, es un homenaje al país vecino de Chile, cuando este último prestó su ayuda tras el terremoto que destruyó a la ciudad en 1861 y simboliza la amistad entre ambas naciones, representada en el Monumento a los Libertadores de Chile y Argentina con sus dos héroes, José de San Martín y Bernardo O'Higgins, uniendo sus manos sobre una espada.
La plaza se encuentra ubicada entre las calles Av. Perú, Gutiérrez, Necochea y 25 de mayo, siendo su dirección original Gutierréz al 5500.

## Historia
El terremoto que destruyó la ciudad de Mendoza en 1861 dio lugar a un proyecto de reconstrucción basado en un plan hipodámico, en el que se contempló la idea de colocar una plaza central (la Plaza Independencia) y cuatro plazas de menor tamaño ubicadas en dirección diagonal respecto del centro. Una de estas plazas es la Plaza Chile. El proyecto, diseñado por los ingenieros Jerónimo Ballofet y Eusebio Blanco, fue sancionado por decreto el 4 de abril de 1863.
La plaza cambió de nombre al de "Plaza José de San Martín" en 1883, por decisión del entonces presidente municipal, Joaquín Villanueva, alegando que no existía ninguna plaza con el nombre del libertador. En 1904, cuando gobernaba la provincia de Mendoza Carlos Galigniana Segura, se inauguró una estatua del prócer en otra plaza, que posteriormente recibió el nombre "San Martín", y la actual Plaza Chile recibió entonces el nombre de "Cobo". Recién en 1920 la plaza recobró su actual denominación. 
En 2009 la plaza fue remodelada por completo, se le incorporó una gran cantidad de asientos, se renovaron los bebederos y se rediseñó la iluminación. Las acequias que circundan la plaza fueron revestidas con piedra bola y se reemplazaron los viejos juegos infantiles por unos hechos de PVC.

## Monumento a la amistad inmortal
La plaza alberga un monumento llamado "A la amistad inmortal", que fue emplazado en 1947, obra del escultor Lorenzo Domínguez Villar.
Realizada en piedra, la escultura representa a José de San Martín y Bernardo O'Higgins unidos y empuñando el pomo de una misma espada. El grupo escultórico, que contiene elementos de los símbolos patrios de Argentina y de Chile (la estrella de la bandera de Chile a la derecha, y el escudo de Argentina a la izquierda), contiene una leyenda al frente: "Amistad inmortal - O'Higgins -San Martín- Argentina -Chile".